# Galp Energia
Galp Energia Group — португальская газовая и энергетическая компания. В списке крупнейших компаний мира Forbes Global 2000 за 2022 год заняла 1375-е место (629-е по размеру выручки, 1709-е по активам и 1557-е по рыночной капитализации).

## История
Компания была создана в 1999 году путём объединения нескольких компаний энергетического сектора Португалии. Старейший предшественник был основан в 1846 году, это было предприятие по газовому освещению. В 1930-х годах появилось несколько компаний по импорту и продаже нефтепродуктов, в 1940 году начал работу первый в стране нефтеперерабатывающий завод. В 1975 году была проведена национализация нескольких частных энергетических компаний (SACOR, CIDLA, SONAP и PETROSUL). В 1977 году португальские компании начали собственную нефтедобычу, с 1982 года основным регионом добычи стала Ангола. В 1999 году национализированных компании были объединены в Galp Energia, в 2000 году была проведена её частичная приватизация. В 2007 году было открыто крупное месторождение Лула в бассейне Сантус, Galp Energia приобрела в нём 10-процентную долю.

## Собственники и руководство
Акции компании с 2006 года котируются на Лиссабонской площадке биржевой группы Euronext. 7 % акций принадлежит государству. Крупнейшим акционером является компания Amorim Energia, B.V. (33 %). Amorim Energia — португальская компания, но зарегистрирована в Нидерландах, на 55 % контролируется семьёй Аморим, остальные акции у ангольской нефтяной компании Sonangol.
- Паула Аморим (Paula Amorim, род. 20 января 1971 года) — председатель совета директоров с 2012 года.
- Энди Браун (Andy Brown, род. 29 января 1962 года) — главный исполнительный директор с начала 2021 года.

## Деятельность
Galp Energia включает в себя более 100 компаний, занимающихся транспортировкой, хранением и продажей природного газа конечным потребителям, а также нефтепереработкой, розничной продажей нефтепродуктов. Помимо этого в сферу деятельности компании входят альтернативные источники энергии. Деятельность осуществляется на территории Португалии и Испании.
Нефтедобыча ведётся в Бразилии (90 %) и Анголе (10 %), в Мозамбике ведётся подготовка к разработке крупного месторождения природного газа, в Сан-Томе и Принсипи и Намибии ведётся геологоразведка. Доказанные запасы на конец 2021 года — 410 млн баррелей н. э., средний уровень добычи — 127 тыс. баррелей в сутки (из них 90 % — нефть).
Нефтеперерабатывающие заводы имеются в Португалии и Испании, их общая номинальная производительность — 226 тыс. баррелей в сутки (фактическое производство в 2021 году — 210 тыс. баррелей в сутки). Розничная сеть компании насчитывает 1480 автозаправочных станций, они имеются в Португалии, Испании, Анголе, Мозамбике, Кабо-Верде, Гвинее-Биссау и Эсватини.
Кроме этого компания занимается возобновляемой энергетикой, являясь одним из крупнейших операторов солнечных электростанций на Пиренейском полуострове.